# Le Strade Nuove
Le Strade Nuove là khu vực trung tâm lịch sử của Genoa, Ý. Các con đường cùng với cung điện là những phần của Di sản thế giới Le Strade Nuove và Palazzi dei Rolli của Genoa được xây dựng từ giữa thế kỷ 16 tới 17, như là minh chứng về sự huy hoàng của Cộng hòa Genova.
Hệ thống các công trình là ví dụ đầu tiên về sự phát triển đô thị ở châu Âu được thiết kế để hình thành các trung tâm công cộng trong các khu phố tư nhân. Strade Nuove có nghĩa là đường phố mới được lấp đầy bởi các cung điện được xây dựng bởi các gia đình quý tộc thành phố, phục vụ như là nơi tiếp đón các phái đoàn chính phủ và khách nước ngoài.

## Mô tả
Khu vực bao gồm chủ yếu ba con phố Via Garibaldi, Via Balbi và Via Cairoli được xây dựng bởi các gia tộc giàu có ở Genoa là Pallavicini, Spinola, Doria, Lomellino, Grimaldi trên khu vực đất do cơ quan công quyền phân bổ để phát triển không gian đô thị mới nhằm tạo ra các khu nhà ở cho các vị khách quý. Theo nghị định năm 1576 của Cộng hòa Genova, thể chế hóa hệ thống
Palazzi dei Rolli.
Via Garibaldi được thiết kế bởi kiến trúc sư Galeazzo Alessi trong khoảng 1551 và 1583 trên một khu phố cổ có tầm nhìn toàn cảnh, tượng trưng cho tầng lớp thượng lưu tại Genoa. Từ 1601 tới 1618, Via Balbi được mở để thúc đẩy sự phát triển về phía tây, và cuối cùng từ 1778 tới 1786 là Via Cairoli kết nối giữa Via Garibaldi và Via Balbi. Các con phố này giữ nguyên được vị trí của nó trong khi hài hòa với các khu vực thời Trung cổ khác của Genoa.